# Louis Charles Émile Lortet
Louis Charles Émile Lortet (Oullins, 22 de agosto de 1836 - Lyon, 26 de diciembre de 1909) fue un médico, botánico, zoólogo, egiptólogo, paleontólogo, antropólogo, y aventurero francés.

## Biografía
Fue atraído por asuntos muy diversos, tales como la fisiología humana en altitudes o la momificación de los animales.
Fue nombrado, después la creación de la Facultad, como el primer decano de la Facultad Mixta de Medicina y Farmacia de la Universidad de Lyon. Fue miembro de la "Sociedad de Medicina de Lyon".
Fue al mismo tiempo profesor de historia natural en la Facultad de Medicina y profesor de zoología de la Facultad de Ciencias, realizando viajes de investigación a Siria y a Egipto, donde estudió las técnicas de momificación, la fauna y los costumbres locales.

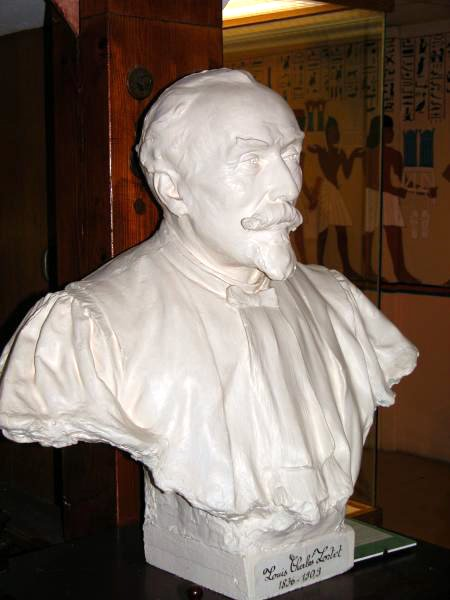
Busto de Louis Charles Lortet

## Obra

### Algunas publicaciones
- Fauna momificada del antiguo Egipto
- La verdad (Nécropole de Khozan)
- Investigaciones sobre la velocidad del flujo de la sangre en las arterias del caballo a través de un nuevo hematógrafo (1867)
- La Siria de hoy. Viajes a Fenicia, al Líbano y a Judea. 1875-1880 (1881)
- Nota sobre la Rhizoprion bariensis (Jourdan)
- Paso de los leucocitos a través de las membranas orgánicas (1867)
- Investigación sobre los mastodontes y las faunas mamalógicas que los acompañan (1878)
- Los reptiles fósiles de la cuenca del Río Ródano (1892)

## Honores

### Eponimia
- Iris lorteti Barbey
- Tulipa lorteti Jordan
- Anona lorteti Saporta et Marion (plioceno)
- Cycladites lorteti Saporta (kimmeridgiense)
- Radiotubigera lorteti
- Sphoerium lorteti
- Extracrinus lorteti
- Ammonites lorteti
- Paraortyx lorteti
- Pseudaelurus lorteti
- Lutra lorteti (Miocène)
- Anodonta lorteti Locard
- Unio lorteti Locard
- Melanopsis lorteti Locard
- Helix lorteti Locard
- Barbus lorteti Sauvage

- La abreviatura «L.Lortet» se emplea para indicar a Louis Charles Émile Lortet como autoridad en la descripción y clasificación científica de los vegetales.[1]

## Abreviatura (zoología)
La abreviatura Louis Lortet  se emplea para indicar a Louis Charles Émile Lortet como autoridad en la descripción y taxonomía en zoología.